# Héctor Castro Castro
Héctor Castro Castro (Quillota, 1933-), es un abogado y político demócratacristiano chileno.   

## Actividades profesionales
Realizó sus estudios en el Instituto Marista de Quillota y en la Universidad Católica de Valparaíso, donde egresó como abogado (1964).

## Actividades políticas
Inició sus actividades políticas al ingresar a la Democracia Cristiana, donde llegó a ser Vicepresidente provincial.
Elegido Diputado por Imperial, Quillota, Limache y Casablanca (1973-1977). Integró la comisión permanente de Trabajo y Seguridad Social.
Sin embargo, el período legislativo quedó suspendo a raíz de la intromisión militar el 11 de septiembre de 1973 que derrocaron al gobierno y suspendieron la Constitución.

## Historia electoral

### Elecciones Parlamentarias 1973
- Elecciones Parlamentarias de 1973, para la Séptima Agrupación Departamental de Valparaíso, Quillota, Casablanca y Limache[2]

| Candidato                  | Pacto                          | Partido | Votos  | %    | Resultado |
| -------------------------- | ------------------------------ | ------- | ------ | ---- | --------- |
| Héctor Castro Castro       | Confederación de la Democracia | PDC     | 16.192 | 4,64 | Diputado  |
| Gustavo Cardemil Alfaro    | Confederación de la Democracia | PDC     | 20.489 | 5,87 | Diputado  |
| Alfonso Ansieta Núñez      | Confederación de la Democracia | PDC     | 25.116 | 7,19 | Diputado  |
| Gustavo Lorca Rojas        | Confederación de la Democracia | PN      | 19.016 | 5,44 | Diputado  |
| Aníbal Scarella Calandroni | Confederación de la Democracia | PN      | 26.832 | 7,68 | Diputado  |
| Eugenio Ortúzar Latapiat   | Confederación de la Democracia | PN      | 20.052 | 5,74 | Diputado  |
| Gonzalo Yuseff Sotomayor   | Confederación de la Democracia | PN      | 24.481 | 7,01 | Diputado  |
| Armando Barrientos Miranda | Unidad Popular                 | PS      | 11.594 | 3,32 | Diputado  |
| Andrés Sepúlveda Carmona   | Unidad Popular                 | PS      | 11.501 | 3,29 | Diputado  |
| Luis Guastavino Córdova    | Unidad Popular                 | PCCh    | 23.876 | 6,84 | Diputado  |
| Carlos Andrade Vera        | Unidad Popular                 | PCCh    | 25.616 | 7,33 | Diputado  |
| Manuel Cantero Prado       | Unidad Popular                 | PCCh    | 27.749 | 7,94 | Diputado  |